# 有気記号
有気記号（ゆうききごう、古代ギリシア語: δασὺ πνεῦμα、ラテン語: spiritus asper）とは、古代ギリシア語の表記に用いられる「h」音を表すためのギリシア文字のダイアクリティカルマーク。逆に「h」が存在しないことを表す記号は無気記号と呼ばれる。無気記号と有気記号をまとめて気息記号と呼ぶ。

## 概要
紀元前5世紀ごろからギリシアではイオニア式アルファベットが標準として普及したが、この文字には/h/を表す文字がなかった。しかし/h/の有無は音韻的に意味があった。hの有無によって区別される有名な語には ὄρος（oros、山）と ὅρος（horos、境界）がある。有気記号と無気記号はこれらの語を区別するのに役立つ。
有気記号は以下の場所に現れ得る。
- 語頭の母音字の上。なお二重母音では後ろの母音字の上に書かれる[1]。
- 語頭の ρ（r）の上には常に有気記号が加えられる。ρρ は ῤῥ のように書かれることがある[2]。

ラテン文字では有気記号を h と表記する。ῥはラテン文字では「rh」と表記され、現代の英語の rhythm, rhetoric, catarrh などのつづりにもそれが残っている。

## 歴史
古くは/h/音は「Η」字（より古くは「」）によって表わされていた。しかし、イオニア方言では早く/h/音が失われたために、不要になった「Η」字は子音ではなく母音の/ɛː/を表すために流用された。
イオニア式アルファベットは後にほかの地域でも採用され、ギリシア語表記の標準となった。アッティカ方言では紀元前403年にイオニア式アルファベットが公式に採用されたが、当時のアッティカ方言には/h/音はまだ存在していた。
マグナ・グラエキアでこの/h/音を表すために「Η」の左半分を取った「」という文字が使われ、後にアレクサンドリアの文法家はこの文字を後続する母音字の上に記号として書いた。最初は/h/の有無によって意味の変わる場合にのみ区別するために使われた。また/h/が存在しないことを示すために逆向きの「」という記号が作られた。前者が変化して有気記号（῾）、後者が無気記号（᾿）に発達した。
西暦2世紀末ごろまで語頭の/h/音は存在していたが、4世紀には消滅していたらしい。
現代ギリシア語にh音は存在せず、デモティキではこの記号も書かれない。